# 打金枝 (越剧)
打金枝，越剧古装剧，改编自晋剧同名剧目，改编者有成容、徐筱汀、苏雪安。

## 越剧
唐朝之时，郭子仪七十寿诞，幼子郭暧之妻升平公主没有去拜寿，郭暧一怒之下打了公主。公主向父皇哭诉，唐皇假装要斩郭暧。公主反悔，求父皇宽恕郭暧。郭子仪绑子请罪，唐皇将二人带往后宫，劝二人和好。

## 演出情况
华东越剧实验剧团于1954年排演此剧。吕瑞英饰公主、丁赛君饰郭暧、张桂凤饰唐皇、金艳芳饰皇后。该剧为吕瑞英、张桂凤的代表作之一。